# 直島パヴィリオン
直島パヴィリオンは、香川県直島町直島の宮之浦にある建物。2016年瀬戸内国際芸術祭ために2015年藤本壮介が作った。海岸にあり、高さは7メートル。

## 設計
建物は白くて金属で多面体。人たちは中へ入るし座ることはできる。

## 歴史
人たちが休むし休養ために藤本は作った。2016年年瀬戸内国際芸術祭前に直島パヴィリオンは宮之浦の海岸を立ってされた。人たちは島へ行くとき直島パヴィリオンは歓迎するのはそこで藤本が立った理由。2015年デビュー時Vincent Hechtはビデオを撮た。